# Северен куол
Северният куол (Dasyurus hallucatus) е вид бозайник от семейство Торбести мишки (Dasyuridae). Видът е застрашен от изчезване.

## Разпространение и местообитание
Разпространен е в Австралия.